# 格氏鮈脂䲁
格氏鮈脂䲁（學名：Gobioclinus guppyi），為輻鰭魚綱䲁形目脂䲁科鮈脂䲁屬的一個種，種名是為了紀念收集該物種並將其送往大英博物館（自然歷史博物館）的羅伯特·萊希米爾·古比（Robert Lechmere Guppy），他也是發現古比魚的羅伯特·約翰·萊希米爾·古比（Robert John Lechmere Guppy）的父親，分布於西大西洋美國佛羅里達州南部、巴哈馬群島、墨西哥猶加敦半島至巴西費爾南多·迪諾隆尼亞島海域，深度0至15公尺，本魚體壯、頭寬，吻鈍尖，眼大，每眼上有一根分枝的捲鬚，頸背兩側各有兩條或更多的捲鬚，口大略斜，口腔頂部兩側有牙齒，背鰭硬棘與軟條之間有缺刻，體褐色，略帶綠色，橫紋顏色為褐色至紫黑色，有時雄魚幾乎全黑，鰓蓋上有眼斑，體側有約5條深色橫紋，延伸至背鰭和臀鰭，第2條橫紋較窄，尾鰭基部有一條狹窄的深色橫紋，雌魚鰭淡綠色，有大量斑點；雄魚鰭紅色，有少量斑點，背鰭硬棘19枚、背鰭軟條9-11枚、臀鰭硬棘2枚、臀鰭軟條18-19枚，體長可達11.5公分，棲息在海藻生長茂密的礁石或礫石區，雌魚產附著性卵，雄魚會守護卵，幼魚為浮游性，生活習性不明。